# Louis Madison
Louis „Kid Shots“ Madison (* 19. Februar 1899 in New Orleans; † September 1948 ebenda) war ein US-amerikanischer Jazztrompeter (Kornett).
Madison unterhielt Kornett-Unterricht bei Davey Jones, Joe Howard und Louis Dumaine. In seiner Jugend spielte er in einer Straßenband mit Louis Armstrong (wobei er das Schlagzeug übernahm). Er spielte in der Eagle Brass Band und von 1923 bis 1925 im Original Tuxedo Orchestra von Oscar Celestin. Danach war er ein Jahr in der Band von William Ridgley und in der Großen Depression in der mit staatlichen Mitteln aus der Worker´s Programme Association geförderten Brass Band in New Orleans. In den 1940er-Jahren spielte er in der Young Tuxedo Band und in der Eureka Brass Band. In den 1940ern hatte er einen Tages-Job beim Gesundheitsamt und abendliches Spiel im Cadillac Club und später am Lake Pontchartrain. 1948 hatte er einen Schlaganfall und gab die Musik auf.
Er nahm mit George Lewis auf und 1945 in einer Band geleitet von Bunk Johnson.

## Lexikalischer Eintrag
- Carlo Bohländer, Karl Heinz Holler, Christian Pfarr: Reclams Jazzführer. 3., neubearbeitete und erweiterte Auflage. Reclam, Stuttgart 1989, ISBN 3-15-010355-X.